# Grytesjön, Småland
Grytesjön är en sjö i Vetlanda kommun i Småland och ingår i Emåns huvudavrinningsområde. Sjön är 8,5 meter djup, har en yta på 0,525 kvadratkilometer och är belägen 195,1 meter över havet. Sjön avvattnas av vattendraget Gårdvedaån. Vid provfiske har bland annat abborre, gädda, mört och siklöja fångats i sjön.

## Delavrinningsområde
Grytesjön ingår i det delavrinningsområde (634627-147774) som SMHI kallar för Utloppet av Grytesjön. Avrinningsområdets medelhöjd är 220 meter över havet och ytan är 29,51 kvadratkilometer. Räknas de 7 delavrinningsområdena uppströms in blir den ackumulerade arean 114,86 kvadratkilometer. Gårdvedaån som avvattnar avrinningsområdet har biflödesordning 2, vilket innebär att vattnet flödar genom totalt 2 vattendrag innan det når havet efter 137 kilometer. Delavrinningsområdet består mestadels av skog (69 procent) och jordbruk (18 procent). Avrinningsområdet har 0,82 kvadratkilometer vattenytor vilket ger det en sjöprocent på 2,8 procent.

## Fisk
Vid provfiske har följande fisk fångats i sjön:
- Abborre
- Gädda
- Mört
- Siklöja
- Sutare